# Oberto, conte di San Bonifacio
Personnages
- Riccardo, comte de Salinguerra (ténor)
- Cuniza, sœur d'Ezzelino da Romano (soprano)
- Leonora, fille d'Oberto (soprano)
- Oberto, comte de San Bonifacio (basse)
- Imelda, confidente de Cuniza (mezzo-soprano)

Oberto, conte di San Bonifacio est un opéra en deux actes de Giuseppe Verdi sur un livret d'Antonio Piazza et Temistocle Solera, créé à la Scala de Milan le 17 novembre 1839. 

## Genèse
L'histoire d’Oberto est indiscutablement liée à la composition du premier opéra de Verdi. Si Oberto est le premier opéra représenté sous le nom de Verdi, il est certainement le deuxième opéra composé par le maestro italien. 
En 1835-1836, Verdi reçoit de Pietro Massini (it), le directeur du Teatro Filodrammatico de Milan, la commande d'un opéra, du nom de Rocester, dont le livret est écrit par le journaliste milanais Antonio Piazza et que Verdi envisage de monter également au Teatro Regio de Parme. On pense qu'il en acheva la partition au printemps 1838 ; mais ni à Milan ni à Parme Rocester ne verra le jour. Bartolomeo Merelli, l'impresario de la Scala auquel Massini a présenté Verdi, lui passe alors commande d'un nouvel opéra destiné à être joué au bénéfice du Pio Istituto et pour lequel deux autres livrets, intitulés Lord Hamilton et Oberto lui sont proposés. Verdi, avec la collaboration du poète Temistocle Solera décide d'intégrer l'action de Lord Hamilton à celle d'Oberto, composant ce dernier opéra à partir de la partition de Rocester. 
Oberto se présente donc sous la forme d'une œuvre hybride, dont le livret est issu de Lord Hamilton et la musique issue de la partition de Rocester. Un lapsus dans le manuscrit autographe révèle en effet que certains passages de la partition d'Oberto avaient été composés initialement pour Rocester.

## Création
Composé durant l'hiver 1837-1838, Oberto entre en répétition à la Scala au printemps 1839 ; après la défection des solistes initialement prévus (dont Giuseppina Strepponi) et quelques retouches, l'opéra est créé à la Scala de Milan le 17 novembre 1839. 

### Distribution
Source.
- Riccardo, comte de Salinguerra : Lorenzo Salvi (ténor)
- Cuniza, sœur d'Ezzelino da Romano : Maria Shaw (contralto)
- Léonora, fille d'Oberto : Antonietta Marini-Rainieri (soprano)
- Oberto, comte de San Bonifacio : Ignazio Marini (basse)
- Imelda, confidente de Cuniza : Marietta Sacchi (mezzo-soprano)
- Orchestre et chœurs : Teatro alla Scala, Milan
- Maestro al cembalo : Giacomo Panizza
- Premier violon et directeur d’orchestre : Eugenio Cavallini
- Chef de chœur : Giulio Granatelli
- Décors : Baldassarre Cavallotti et Domenico Menozzi

## Réception
À défaut d'un triomphe, l'œuvre obtient un authentique succès tant public que critique et gagne progressivement tous les théâtres italiens. 

## Argument
Château d'Ezzelino à Bassano et alentour en 1228

### Acte I
Riccardo, comte de Salinguerra, doit épouser Cuniza, sœur d'Ezzelino, et apporter la paix au peuple de Bassano. Il entre dans le château de Bassano mais apparaît alors Leonora, qu'il a jadis trahie et abandonnée, suivie de son père, Oberto. Elle lui promet de réparer l'injure qu'il lui a faite. Leonora révèle alors à Cuniza la trahison dont elle a été la victime et Cuniza, prenant pitié, lui promet de démasquer le traître Riccardo. Celui-ci paraît, s'emporte contre Leonora, ce qui provoque la fureur d'Oberto, qui le provoque en duel. 

### Acte II
Cuniza consent à sacrifier sa passion pour que soit récompensé l'amour de Leonora. Oberto provoque Riccardo en duel, malgré la renonciation de Cuniza à son mariage ; Riccardo tue Oberto en duel et s'enfuit d'Italie, tandis que Leonora entre au couvent.

## Analyse
La facture d’Oberto est celle d'un Verdi héritier des grands maîtres de l'opéra italien (les airs suivent, en effet, la forme conventionnelle appelée « Code Rossini ») mais s'écarte du bel canto et de la coloratura.

## Orchestration
| Instrumentation d'Oberto                                                    |
| Cordes                                                                      |
| premiers violons, seconds violons, altos, violoncelles, contrebasses, harpe |
| Bois                                                                        |
| 2 flûtes, 2 hautbois, 2 clarinettes, 2 bassons,                             |
| Cuivres                                                                     |
| 4 cors, 2 trompettes, 3 trombones, 1 trombone basse                         |
| Percussions                                                                 |
| timbales, grosse caisse, cymbales, triangle, tambour                        |

## Enregistrement
- Adrian Ganz (Oberto) ; Franceska Lombardi (Leonora) ; Manuela Custer (Cuniza) ; Norman Reinhardt (Riccardo) ; Naroa Intxausti (Imelda) ; dir., Michael Hofstetter (Stadttheatre Giessen, 2012, 2CD Oehms Classics OC959).
- Samuel Ramey (Oberto) ; Maria Guleghina (Leonora) ; Violeta Urmana (Cuniza) ; Stuart Neil (Riccardo) ; Sara Fulgoni (Imelda) ; dir., Sir Neville Marriner (St John's Smith Square, London, 1996, 2CD Philips Classics 454 472-2).
- Rolando Panerai (Oberto) ; Ghena Dimitrova (Leonora) ; Ruza Baldani (Cuniza) ; Carlo Bergonzi (Riccardo) ; Alison Browner (Imelda) ; dir. Lamberto Gardelli (Münchner Rundfunkorchester und Bayerischen Rundfunks Chor) 1983, 3LP Orfeo S.105843F et 2CD Orfeo C105842H)

### Sources et bibliographie
- Istituto nazionale di studi verdiani (it)
- Portale Verdi (it)
- Jean Cabourg (dir.), Ivan A. Alexandre, Christophe Capacci, Michel Debrocq, Gilles de Van, Sylviane Falcinelli, Stéphane Goldet, Piotr Kamínskí, Fernand Leclercq, Roland Mancini, Isabelle Moindrot, Marie-Aude Roux, Pascale Saint-André, Georges Voisin et Jean-Paul Williart, Guide des opéras de Verdi : Livrets — Analyses — Discographies, Fayard, coll. « Les indispensables de la musique », 6 décembre 1990, 1284 p. (ISBN 978-2-213-02409-7).
- Patrick Favre-Tissot-Bonvoisin, Giuseppe Verdi, Bleu Nuit Éditeur, Paris, 2013.  (ISBN 978-2-35884-022-4)
- Ivan A. Alexandre, Oberto, conte di San Bonifacio, dans Guide des opéras de Verdi, Jean Cabourg directeur de la publication, Fayard collection Les indispensables de la musique, Paris, 1990, p. 21–28  (ISBN 2-213-02409-X)
- Michel Orcel, Verdi. La vie, le mélodrame, Grasset, Paris, 2001.
- Piotr Kaminski, Oberto, conte di San Bonifacio dans Piotr Kaminski, Mille et un opéras, Fayard, coll. « Les indispensables de la musique », 2003, 1819 p. (ISBN 978-2-213-60017-8, OCLC 417460276, BNF 39099667), p. 1566–1567